# Alexis Greigh

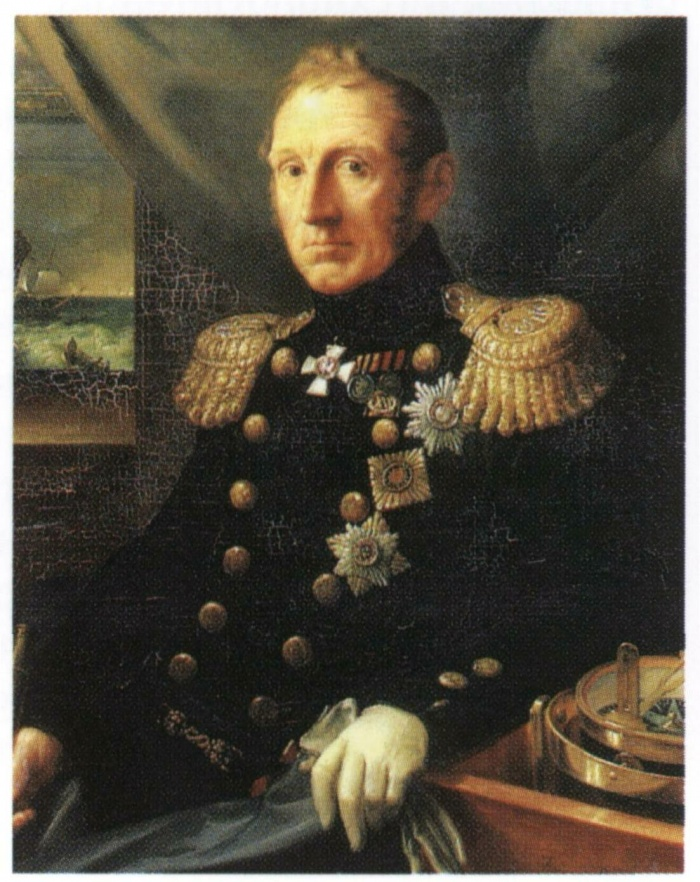
Admiral Alexis Samuelowitsch Greigh (1831)

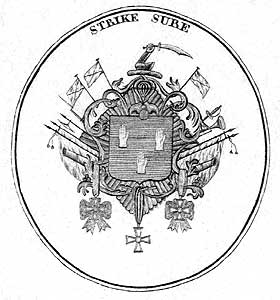
Wappen des Admiral Alexis Samoilowitsch Greigh

Alexis Samuelowitsch Greigh (russisch Алексе́й Самуи́лович Грейг, * 6. September 1775 in Kronstadt; † 18. Januar 1845 in Sankt Petersburg) war ein Admiral der Kaiserlich-russischen Marine. Er war Oberbefehlshaber der Schwarzmeerflotte und gilt als Mitbegründer des Pulkowo-Observatoriums. Von 1840 bis 1845 war er Präsident der Kaiserlichen Freien Ökonomischen Gesellschaft zu Sankt Petersburg.

## Herkunft und Familie

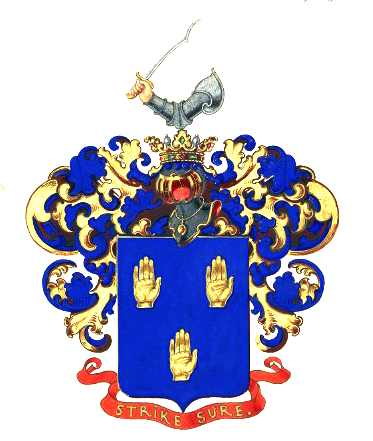
Familienwappen der baltischen Adelsfamilie Greig

Alexis Greigh gehörte der ursprünglich aus Schottland stammenden Familie Greigh an. Er war der Sohn des „Vaters der russischen Flotte“ Admiral Samuel Greigh (1736–1788), der mit Sarah Cook (* 1752; † 1793 in Sankt Petersburg) verheiratet war und derzeit Hafenkommandant von Kronstadt war. Als Taufpate stand ihm Graf Alexei Grigorjewitsch Orlow (1737–1808) zur Seite. In Anerkennung der Leistungen und zu Ehren seines Vaters Samuel verlieh Kaiserin Katharina II. dem jungen Alexis schon bei seiner Geburt den Rang eines Mitschman der Kaiserlich-russischen Marine.

## Leben

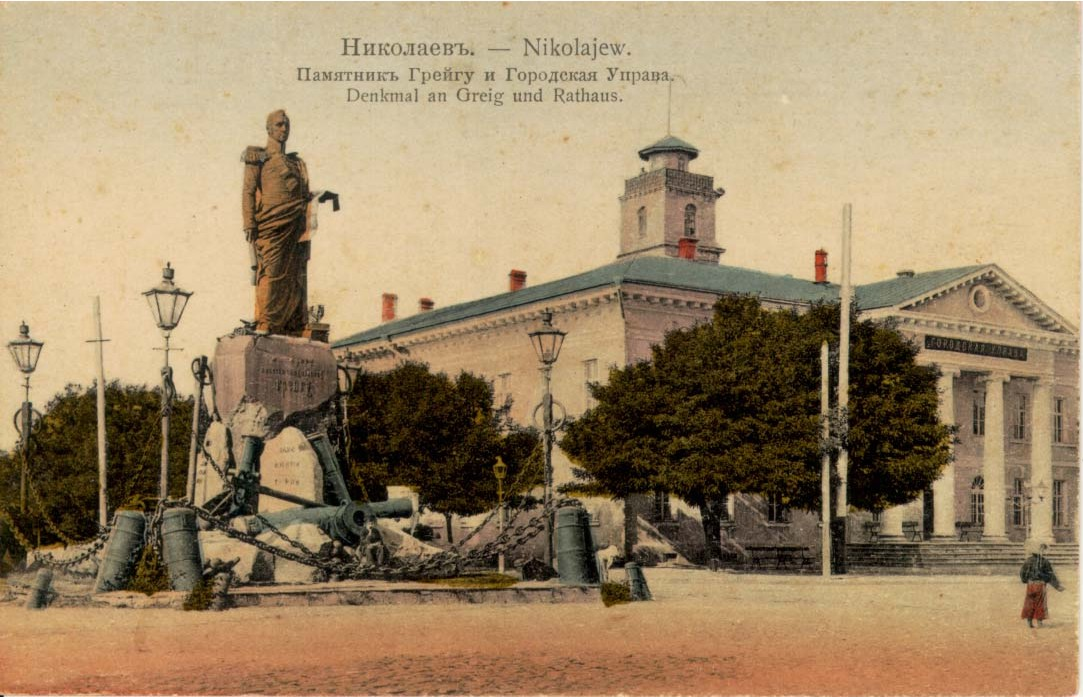
Denkmal vor dem Rathaus in Nikolajew

Bereits 1785 wurde der junge Alexis Greigh nach England geschickt um seine Marineausbildung zu beginnen. Im Jahre 1788 kehrt er nach Russland zurück und wurde auf das Schlachtschiff Mstislav, welches zur Baltischen Flotte gehörte und von seinem Vater kommandiert wurde, versetzt. Am 6. Juli 1788 war er in der Seeschlacht von Hogland eingesetzt worden. Kaiserin Katharina II. hatte nach dem Tod seines Vaters die Vormundschaft der Greighs-Kinder übernommen und beförderte Greigh nach seiner Feuertaufe zum Kapitänleutnant. Gemeinsam mit seinem Bruder Charles Greigh (1785–1817) ging Alexis Greigh zur weiteren Ausbildung nach England, sie führten auf den Schiffen der East India Company Reisen nach Indien und China durch. Von 1791 bis 1792 verweilte er wieder in Russland um dann erneut nach England zu gehen, diesmal trat er als Freiwilliger in die Royal Navy ein und diente auf Kriegsschiffen, die im Mittelmeer operierten. Er war in Seegefechten mit französischen und spanischen Seestreitkräften beteiligt.
Sein Aufenthalt in der Royal Navy endete im April 1796. Die Beurteilungen der britischen Marinekommandeure veranlassten Zar Paul I. ihn am 17. Dezember zum Kapitän des 2. Ranges zu befördern und ihn gleichzeitig mit dem Kommando der Fregatte Erzengel Michael zu betrauen. In den Jahren 1798 bis 1800 nahm er am Zweiten Koalitionskrieg. Greig befehligte das 64-Kanonen-Schlachtschiff Retwisan und kreuzte mit dem alliierten Geschwader in der Nordsee vor Texel. Am 1. Januar 1799 wurde zum Kapitän des 1. Ranges befördert. Teilnahme an der Landung in Holland, an der Eroberung der Festung Geldern und der Eroberung niederländischer Schiffe. Am 9. Januar 1803 wurde er zum Kapitän zur See befördert.
Im Jahre 1802 gründete Zar Alexander I. das Flottenkorrekturkomitee. Kapitän A. Greigh war unter den nur mit Admiralen besetztem Gremium mit seinen 26 Jahren der jüngste Marineoffizier. Mit dem Arbeitsergebnis dieses Komitees war er nicht einverstanden und verweigerte die Unterschrift unter das Abschlussdokument. 1804 übernahm er wieder den Dienst in der aktiven Marine und befehligte die Verlegung von vier Schiffen aus Kronstadt zum Marinestützpunkt auf der Insel Korfu. Danach wurde er auf das Flaggschiff von Admiral Dmitri Nikolajewitsch Senjawin beordert und am 27. Dezember 1805 zum Konteradmiral befördert. Von da an war er von 1805 bis 1807 an der Adria-Expedition, der zweiten Archipel-Expedition und ab 1807 an mehreren Operationen der russischen Flotte beteiligt. Von 1806 kommandierte er Schlachtschiffe während des Russisch-Türkischen Krieges, war bei der Blockade der Dardanellen, befehligte die Landungstruppen während der Eroberung der Insel Tenedos und leitete mehrere Gefechte in und um die Ägäis. Nach weiteren Stationen in Lissabon und England konnte die russische Flotte 1809 Portsmouth verlassen und erreichte am 9. September 1809 Riga. Greigh kehrte nach Russland zurück und wurde suspendiert, er lebte dann in Moskau.
Mit Beginn des Vaterländischen Krieges im Jahre 1812 wurde er reaktiviert und zum Hauptquartier des Oberbefehlshabers der Schwarzmeerflotte und der moldauischen Armee Admiral Pawel Wassiljewitsch Tschitschagow entsandt. Von hier aus unternahm er diplomatische Missionen nach Istanbul, Malta und Sizilien. 1813 übernahm er ein Flotillenkommando und führte die Seeblockade von Danzig durch. Am 4. September 1813 wurde er zum Vizeadmiral befördert. Im März 1816 wurde er zum Oberbefehlshaber der Schwarzmeerflotte und zum Militärgouverneur von Sewastopol und Nikolaew ernannt. In dieser Zeit trieb er die Erneuerung der Flotte voran, setzte sich für die Erweiterung der Flotte ein und sorgte für einen modernen Schiffsbau. Er reorganisierte die Ausbildung der Marineoffiziere und Mannschaften. Er schickte Stepan Tschernjawski, Alexei Akimow und andere ausgewählte junge Offiziere zur Fortbildung nach England. Er baute in Nikolaew ein astronomisches Meeresobservatorium (das des Pulkowo-Observatorium) und eine Meeresbibliothek auf, für die er 1822 zum Ehrenmitglied der Sankt Petersburger Akademie der Wissenschaften  gewählt wurde und er leitete die Kreditbank von Nikolaew. Er wurde für die Stadt Nikolaew ein bedeutender Förderer und stabilisierte die Sicherheit und sozialen Einrichtungen in dieser Region.
Im Jahre 1826 eröffnete A. Greigh das erste Hauptquartier der Flotte in Nikolaew, es wurde zum Schwerpunkt der Ausbildung und des Kampftrainings und entwickelte Einsatzpläne. 1827 ordnete er Ausgrabungen in Chersones an und leitete die Freilegung von drei Tempeln. Im Russisch-türkischen Krieg von 1828 bis 1829 operierte die Flotte unter dem Kommando von A. Greig erfolgreich, sie unterstützte Aktionen der russischen Landarmeen auf dem Balkan und im Kaukasus. Im Juni 1828 wurde das Geschwader unter dem Kommando von A. Greigh und dem Chef des Marinestabs Alexander Sergejewitsch Menschikow in Anapa Warna, Nessebar, Medien (Land), Burgas, Sosopol  und im Bosporus eingesetzt. Als er 1833 die Vorbereitungen für die Bosporus-Expedition leitete, wurde das Kommando Konteradmiral Michail Petrowitsch Lasarew übertragen. A. Greigh hatte erhebliche gesundheitliche Schwierigkeiten und übertrug nach der Rückkehr Lasarews nach Sewastopol ihm 1833 das Kommando der Schwarzmeerflotte. Andererseits wird berichtet, das Greigh die Befehle Nikolaus I. boykottiert habe und dieser die Ablösung Greighs angeordnet habe. Danach war Greigh kurzfristig der Leiter eine Untersuchungskommission, danach wurde er von Nikolaus I. als Mitglied des Staatsrates berufen. Ab 1840 leitete er die Freie Wirtschaftsgesellschaft und die Schiffbaukommission. Als Mitglied des Staatsrates war Admiral Greigh ein Widersacher des Finanzministers Georg Cancrin und schlug seine eigenen Reformentwürfe für das russische Währungssystem vor. Er starb im Alter von 70 Jahren und wurde auf dem lutherischen Teil des Smolensker Friedhofs in Sankt Petersburg beigesetzt.

## Familie
Alexis Greigh heiratete Julia Stalinski (1801–1882), aus dieser Ehe stammten die Söhne Alexej Alexejewitsch Greigh (1825–1876), Samuel Alexejewitsch Greigh (1827–1887, späterer russischer Finanzminister), Iwan (John) Alexejewitsch Greigh (1831–1893) und Wassili (William) Greigh (1832–1902), der spätere Wirkliche Staatsrat und Kammerherr und die Töchter Julia (1829–1865), Sarah (1833–1834) und Eugene (Jenny) (1835–1870).

## Orden und Ehrenzeichen
- 1799 Russischer Orden der Heiligen Anna, 2. Klasse; 1807 1. Klasse
- 1802 Orden des Heiligen Georg, 4. Klasse; 1828 2. Klasse
- 1813 Orden des Heiligen Wladimir, 2. Klasse; 1827 1. Klasse
- 1818 Alexander-Newski-Orden; 1821 mit Diamanten
- 1843 Orden des Heiligen Andreas des Erstberufenen